# Juno (film)
Juno je americký film, který natočil režisér Jason Reitman v roce 2007. Žánrově film spadá mezi komedii a drama. Hlavní roli ztvárnila Ellen Page, která byla za tuto roli nominována na Oscara, Zlatý Glóbus a cenu BAFTA. Film byl oceněn jedním Oscarem za nejlepší scénář.

## Příběh
Příběh filmu je o mladé dívce jménem Juno MacGuffová (Ellen Page). Je to velice osobitá a charismatická 16letá studentka střední školy s originálním smyslem pro humor. Jednoho dne však Juno nechtěně otěhotní se svým spolužákem a zároveň nejlepším kamarádem Pauliem Bleekerem (Michael Cera). O tomto problému se jako první svěří své kamarádce Leah (Olivia Thirlby). Juno se nejprve rozhodne pro potrat, což si však brzo rozmyslí a společně s Leah hledají jinou možnost, jak situaci řešit. Obě kamarádky najdou v novinách inzeráty pro rodiče, kde si vyhlédnou pár, který by mohl Junino dítě adoptovat. Juno se tedy rozhodne dítě porodit a ihned po porodu ho přenechat novým rodičům, kteří budou dítě schopni vychovávat a budou ho mít rádi. Sama Juno se totiž nechce v 16 letech stát matkou.
Juno se rozhodne obeznámit se svým problémem i své rodiče. Ti se s touto skutečností nakonec smíří a jsou rozhodnuti Juno co nejvíce pomoci. Její otec spolu s ní jede navštívit potenciální adoptivní pár. Jsou to mladí manželé Vanessa a Mark Loringovi (Jennifer Garnerová a Jason Bateman). Vše probíhá jak má a Juno se rozhodne, že Vanesse a Markovi své dítě svěří.

## Obsazení

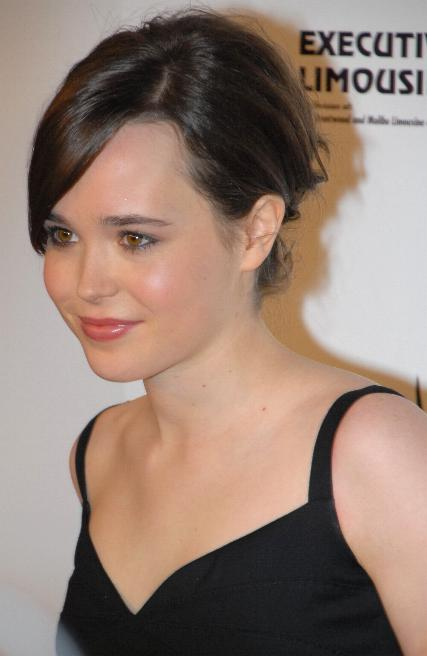
Ellen Page

| Ellen Page      | Juno MacGuff   |
| Michael Cera    | Paulie Bleeker |
| Jennifer Garner | Vanessa Loring |
| Jason Bateman   | Mark Loring    |
| Allison Janney  | Bren MacGuff   |
| J. K. Simmons   | Mac MacGuff    |
| Olivia Thirlby  | Leah           |
| Candice Accola  | Amanda         |
| Rainn Wilson    | Rollo          |
| Valerie Tian    | Su Chin        |

## České znění
| Postava        | Herec / herečka | Dabér / dabérka   |
| -------------- | --------------- | ----------------- |
| Juno MacGuff   | Elliot Page     | Lucie Vondráčková |
| Paulie Bleeker | Michael Cera    | Pavel Vacek       |
| Vanessa Loring | Jennifer Garner | Jana Štvrtecká    |
| Mark Loring    | Jason Bateman   | Aleš Zbořil       |
| Bren MacGuff   | Allison Janney  | Ivana Milbachová  |
| Mac MacGuff    | J. K. Simmons   | Zdeněk Junák      |
| Leah           | Olivia Thirlby  | Kateřina Mendlová |

## Hudební doprovod (soundtrack)
Hudební doprovod snímku, nazývaný též anglicky soundtrack obsahuje 19 písní od následujících autorů: Barry Louis Polisar, Belle & Sebastian, Buddy Holly, Cat Power, The Kinks, Mott the Hoople, Sonic Youth a The Velvet Underground, Carpenters ale především od Kimya Dawson a jejích hudebních skupin The Moldy Peaches a Antsy Pants.

## Přijetí

### Tržby
Film vydělal 143,5 milionů dolarů v Severní Americe a 87,9 milionů dolarů v ostatních oblastech, celkově tak vydělal přes 231,4 milionů dolarů po celém světě. Rozpočet filmu činil 7,5 milionů dolarů. V Severní Americe byl uveden limitovaně 5. prosince 2007, poté byl uveden do více kin dne 25. prosince 2007. Za první víkend vydělal 413 tisíc dolarů ze 7 kin .První víkend při rozšíření do více kin snímek vydělal za první víkend přes 10 milionů dolarů.

### Recenze
Film získal pozornost hlavně díky extrémně pozitivním recenzím od kritiků. Na recenzní stránce Rotten Tomatoes získal z 205 započtených recenzí 94 procent s průměrným ratingem 8,1 bodů z deseti. Na serveru Metacritic snímek získal z 38 recenzí 81bodů ze sta. Na Česko-Slovenské filmové databázi si snímek drží 79 procent.

### Ocenění a nominace
| Ocenění                                              | Kategorie                                                     | Nominovaný                                   | Výsledek  |
| ---------------------------------------------------- | ------------------------------------------------------------- | -------------------------------------------- | --------- |
| African-American Film Critics Association            | nejlepších deset filmů                                        |                                              | vítězství |
| Alliance of Women Film Journalists                   | nejlepší původní scénář                                       | Diablo Cody                                  | vítězství |
| Alliance of Women Film Journalists                   | nejlepší ženský herecký výkon v hlavní roli                   | Ellen Page                                   | nominace  |
| Alliance of Women Film Journalists                   | objev roku                                                    | Ellen Page                                   | vítězství |
| Alliance of Women Film Journalists                   | nejlepší obsazení                                             |                                              | vítězství |
| Alliance of Women Film Journalists                   | nejlepší scenáristka                                          | Diablo Cody                                  | nominace  |
| Alliance of Women Film Journalists                   | nejlepší svádění                                              | Ellen Page a Michael Cera                    | nominace  |
| Austin Film Critics Association                      | nejlepší film                                                 |                                              | 3. místo  |
| Austin Film Critics Association                      | nejlepší původní scénář                                       | Diablo Cody                                  | vítězství |
| Austin Film Critics Association                      | nejlepší ženský herecký výkon v hlavní roli                   | Ellen Page                                   | vítězství |
| Austin Film Critics Association                      | nejlepší ženský herecký výkon ve vedlejší roli                | Allison Janney                               | vítězství |
| Benátský filmový festival                            | nejlepší film                                                 |                                              | vítězství |
| Cena Grammy                                          | nejlepší filmový soundtrack                                   | Peter Afterman, Jason Reitman a Margaret Yen | vítězství |
| Central Ohio Film Critics Association                | nejlepší film                                                 |                                              | 3. místo  |
| Central Ohio Film Critics Association                | nejlepší ženský herecký výkon v hlavní roli                   | Ellen Page                                   | vítězství |
| Central Ohio Film Critics Association                | nejlepší původní scénář                                       | Diablo Cody                                  | vítězství |
| Central Ohio Film Critics Association                | objev roku                                                    | Ellen Page                                   | nominace  |
| Costume Designers Guild Awards                       | nejlepší kostýmy (film ze současné doby)                      | Monique Prudhomme                            | nominace  |
| Critic's Choice Movie Awards                         | nejlepší film                                                 |                                              | nominace  |
| Critic's Choice Movie Awards                         | nejlepší původní scénář                                       | Diablo Cody                                  | vítězství |
| Critic's Choice Movie Awards                         | nejlepší ženský herecký výkon v hlavní roli                   | Ellen Page                                   | nominace  |
| Critic's Choice Movie Awards                         | nejlepší mladý herec                                          | Michael Cera                                 | nominace  |
| Critic's Choice Movie Awards                         | nejlepší obsazení                                             |                                              | nominace  |
| Critic's Choice Movie Awards                         | nejlepší komedie                                              |                                              | vítězství |
| Dallas-Fort Worth Film Critics Association Awards    | nejlepší film                                                 |                                              | nominace  |
| Dallas-Fort Worth Film Critics Association Awards    | nejlepší původní scénář                                       | Diablo Cody                                  | vítězství |
| Dallas-Fort Worth Film Critics Association Awards    | nejlepší ženský herecký výkon v hlavní roli                   | Ellen Page                                   | nominace  |
| Detroit Film Critics Society Awards                  | nejlepší film                                                 |                                              | nominace  |
| Detroit Film Critics Society Awards                  | nejlepší režie                                                | Jason Reitman                                | nominace  |
| Detroit Film Critics Society Awards                  | nejlepší ženský herecký výkon v hlavní roli                   | Ellen Page                                   | vítězství |
| Detroit Film Critics Society Awards                  | nejlepší nováček                                              | Diablo Cody                                  | vítězství |
| Detroit Film Critics Society Awards                  | nejlepší nováček                                              | Michael Cera                                 | nominace  |
| Detroit Film Critics Society Awards                  | nejlepší obsazení                                             |                                              | vítězství |
| Filmová cena Britské akademie                        | nejlepší ženský herecký výkon v hlavní roli                   | Ellen Page                                   | nominace  |
| Filmová cena Britské akademie                        | nejlepší scénář                                               | Diablo Cody                                  | vítězství |
| Filmová cena MTV                                     | nejlepší film                                                 |                                              | nominace  |
| Filmová cena MTV                                     | nejlepší herečka                                              | Ellen Page                                   | vítězství |
| Filmová cena MTV                                     | nejlepší herec                                                | Michael Cera                                 | nominace  |
| Filmová cena MTV                                     | nejlepší polibek                                              |                                              | nominace  |
| Florida Film Critics Circle Awards                   | nejlepší ženský herecký výkon v hlavní roli                   | Ellen Page                                   | vítězství |
| Florida Film Critics Circle Awards                   | nejlepší scénář                                               | Diablo Cody                                  | vítězství |
| Florida Film Critics Circle Awards                   | objev roku                                                    | Ellen Page                                   | vítězství |
| Houston Film Critics Society Awards                  | nejlepší film                                                 |                                              | 2. místo  |
| Houston Film Critics Society Awards                  | nejlepší scénář                                               | Diablo Cody                                  | vítězství |
| Houston Film Critics Society Awards                  | nejlepší ženský herecký výkon v hlavní roli                   | Ellen Page                                   | nominace  |
| Chicago Film Critics Association Awards              | nejlepší režie                                                | Jason Reitman                                | nominace  |
| Chicago Film Critics Association Awards              | nejlepší původní scénář                                       | Diablo Cody                                  | vítězství |
| Chicago Film Critics Association Awards              | nejlepší ženský herecký výkon v hlavní roli                   | Ellen Page                                   | vítězství |
| Chicago Film Critics Association Awards              | nejslibnější herec                                            | Michael Cera                                 | vítězství |
| Independent Spirit Awards                            | nejlepší film                                                 |                                              | vítězství |
| Independent Spirit Awards                            | nejlepší režie                                                | Jason Reitman                                | nominace  |
| Independent Spirit Awards                            | nejlepší ženský herecký výkon v hlavní roli                   | Ellen Page                                   | vítězství |
| Independent Spirit Awards                            | nejlepší první scénář                                         | Diablo Cody                                  | vítězství |
| Kansas City Film Critics Circle Awards               | nejlepší původní scénář                                       | Diablo Cody                                  | vítězství |
| Las Vegas Film Critics Society Awards                | nejlepší film                                                 |                                              | 7. místo  |
| Las Vegas Film Critics Society Awards                | nejlepší původní scénář                                       | Diablo Cody                                  | vítězství |
| Las Vegas Film Critics Society Awards                | nejlepší ženský herecký výkon v hlavní roli                   | Ellen Page                                   | vítězství |
| National Board of Review                             | nejlepších deset filmů                                        |                                              | vítězství |
| National Board of Review                             | nejlepší původní scénář                                       | Diablo Cody                                  | vítězství |
| National Board of Review                             | objev roku – žena                                             | Ellen Page                                   | vítězství |
| New York Film Critics Circle Awards                  | nejlepší ženský herecký výkon v hlavní roli                   | Ellen Page                                   | nominace  |
| New York Film Critics Circle Awards                  | nejlepší scénář                                               | Diablo Cody                                  | nominace  |
| New York Film Critics Online Awards                  | nejlepších deset filmů                                        |                                              | vítězství |
| New York Film Critics Online Awards                  | objev roku                                                    | Ellen Page                                   | vítězství |
| North Texas Film Critics Association Awards          | nejlepší film                                                 |                                              | vítězství |
| North Texas Film Critics Association Awards          | nejlepší režie                                                | Jason Reitman                                | vítězství |
| North Texas Film Critics Association Awards          | nejlepší ženský herecký výkon v hlavní roli                   | Ellen Page                                   | vítězství |
| Oklahoma Film Critics Circle Awards                  | nejlepší film                                                 |                                              | 2. místo  |
| Oklahoma Film Critics Circle Awards                  | nejlepší ženský herecký výkon v hlavní roli                   | Ellen Page                                   | vítězství |
| Oklahoma Film Critics Circle Awards                  | objev roku                                                    | Ellen Page                                   | vítězství |
| Online Film Critics Society Award                    | nejlepší film                                                 |                                              | nominace  |
| Online Film Critics Society Award                    | nejlepší původní scénář                                       | Diablo Cody                                  | vítězství |
| Online Film Critics Society Award                    | nejlepší ženský herecký výkon v hlavní roli                   | Ellen Page                                   | nominace  |
| Online Film Critics Society Award                    | nejlepší ženský herecký výkon ve vedlejší roli                | Jennifer Garnerová                           | nominace  |
| Oscar                                                | nejlepší film                                                 |                                              | nominace  |
| Oscar                                                | nejlepší režie                                                | Jason Reitman                                | nominace  |
| Oscar                                                | nejlepší ženský herecký výkon v hlavní roli                   | Ellen Page                                   | nominace  |
| Oscar                                                | nejlepší původní scénář                                       | Diablo Cody                                  | vítězství |
| Phoenix Film Critics Society Awards                  | nejlepší původní scénář                                       | Diablo Cody                                  | vítězství |
| Phoenix Film Critics Society Awards                  | objev roku                                                    | Ellen Page                                   | vítězství |
| San Diego Film Critics Society Awards                | nejlepší původní scénář                                       | Diablo Cody                                  | vítězství |
| San Diego Film Critics Society Awards                | nejlepší ženský herecký výkon v hlavní roli                   | Ellen Page                                   | nominace  |
| Satellite Awards                                     | nejlepší film (muzikál/komedie)                               |                                              | vítězství |
| Satellite Awards                                     | nejlepší původní scénář                                       | Diablo Cody                                  | vítězství |
| Satellite Awards                                     | nejlepší ženský herecký výkon v hlavní roli (muzikál/komedie) | Ellen Page                                   | vítězství |
| Screen Actors Guild Awards                           | nejlepší ženský herecký výkon v hlavní roli                   | Ellen Page                                   | nominace  |
| Southeastern Film Critics Association Awards         | nejlepší film                                                 |                                              | 4. místo  |
| Southeastern Film Critics Association Awards         | nejlepší ženský herecký výkon v hlavní roli                   | Ellen Page                                   | nominace  |
| Southeastern Film Critics Association Awards         | nejlepší původní scénář                                       | Diablo Cody                                  | vítězství |
| St. Louis Film Critics Association                   | nejlepší film                                                 |                                              | nominace  |
| St. Louis Film Critics Association                   | nejlepší film (komedie/muzikál                                |                                              | vítězství |
| St. Louis Film Critics Association                   | nejoriginálnější film                                         |                                              | nominace  |
| St. Louis Film Critics Association                   | nejlepší ženský herecký výkon v hlavní roli                   | Ellen Page                                   | nominace  |
| St. Louis Film Critics Association                   | nejlepší scénář                                               | Diablo Cody                                  | vítězství |
| St. Louis Film Critics Association                   | nejlepší skladatel                                            | Mateo Messina                                | nominace  |
| Teen Choice Awards                                   | nejlepší film (komedie)                                       |                                              | vítězství |
| Teen Choice Awards                                   | nejlepší filmová herečka (komedie)                            | Ellen Page                                   | vítězství |
| Teen Choice Awards                                   | nejlepší filmový herec (komedie)                              | Michael Cera                                 | nominace  |
| Teen Choice Awards                                   | objev roku – žena                                             | Ellen Page                                   | vítězství |
| Teen Choice Awards                                   | objev roku – muž                                              | Michael Cera                                 | nominace  |
| Toronto Film Critics Association Awards              | nejlepší původní scénář                                       | Diablo Cody                                  | nominace  |
| Toronto Film Critics Association Awards              | nejlepší ženský herecký výkon v hlavní roli                   | Ellen Page                                   | vítězství |
| Utah Film Critics Association Awards                 | nejlepších deset filmů                                        |                                              | vítězství |
| Utah Film Critics Association Awards                 | nejlepší film                                                 |                                              | nominace  |
| Utah Film Critics Association Awards                 | nejlepší ženský herecký výkon v hlavní roli                   | Ellen Page                                   | vítězství |
| Utah Film Critics Association Awards                 | nejlepší scénář                                               | Diablo Cody                                  | nominace  |
| Vancouver Film Critics Circle Awards                 | nejlepší režie                                                | Jason Reitman                                | nominace  |
| Vancouver Film Critics Circle Awards                 | nejlepší ženský herecký výkon v hlavní roli                   | Ellen Page                                   | nominace  |
| Washington D.C. Area Film Critics Association Awards | nejlepší původní scénář                                       | Diablo Cody                                  | vítězství |
| Washington D.C. Area Film Critics Association Awards | objev roku                                                    | Ellen Page                                   | vítězství |
| Women Film Critics Circle Awards                     | nejlepší film o ženě                                          |                                              | vítězství |
| Women Film Critics Circle Awards                     | nejlepší scenáristka                                          | Diablo Cody                                  | vítězství |
| Writers Guild of America Awards                      | nejlepší původní scénář                                       | Diablo Cody                                  | vítězství |
| Zlatý glóbus                                         | nejlepší film (muzikál/komedie)                               |                                              | nominace  |
| Zlatý glóbus                                         | nejlepší ženský herecký výkon v hlavní roli (muzikál/komedie) | Ellen Page                                   | nominace  |
| Zlatý glóbus                                         | nejlepší scénář                                               | Diablo Cody                                  | nominace  |